# Susan Rapp
Pour les articles homonymes, voir Rapp.
Susan Rapp, née le 5 juillet 1965 à Eden Prairie, est une nageuse américaine.

## Palmarès

### Jeux olympiques
- Los Angeles 1984
  -  Médaille d'or en 4 × 100 m 4 nages (participation aux séries).
  -  Médaille d'argent en 200 m brasse[1].